# V. Kozák Éva
V. Kozák Éva (Mezőtúr, 1958–) magyar fazekas. 

## Élete
Óvónőnek készült, de egy hirtelen elhatározással érettségi után mégis a Mezőtúri Fazekas Szövetkezetben lett tanuló. Az ország több múzeumi gyűjteményének áttekintésével szerzett tapasztalatokat. Az alföldi fazekasközpontok hagyományait gyűjtötte össze és dolgozta fel, ezért 1979-ben megkapta a Népművészet Ifjú Mestere díjat. 1980-ban Gerjenbe költözött, ott alakította ki önálló műhelyét 1983-ban. Az alföldi írókás, metszett, csurgatott, áttört, karcolt technikák után a dunántúli céhkancsók rátétes díszítményei után kezdett el érdeklődni. Majd visszatért a kevésbé díszes, szerény csíkokhoz, pöttyökhöz, hullámvonalakhoz, és elkészítette délnyugat-dunántúli sütőedény sorozatát, amellyel a Gerencsér Sebestyén-fazekaspályázaton fődíjat nyert 1987-ben. Az 1990-es években érdeklődése a református úrasztali edények felé fordult. Többféle változatot küldött a Pro Renovanda Cultura Hungariae pályázataira. 1993-ban és 1995-ben ezek is díjazottak lettek. 1979-ben Gránátalma díjat, 1993-ban az Élő népművészet 3. diját, 1998-ban a Kézműves Kamara díját kapta. Sokfelé szerepelt kiállításokon is: Mezőtúr, Budapest, Sopron, Simontornya, Szekszárd, Szombathely, Szentendre, Zalaegerszeg stb. 1983-ban népi iparművész, 1994-ben a népművészet mestere lett.